# 니치오

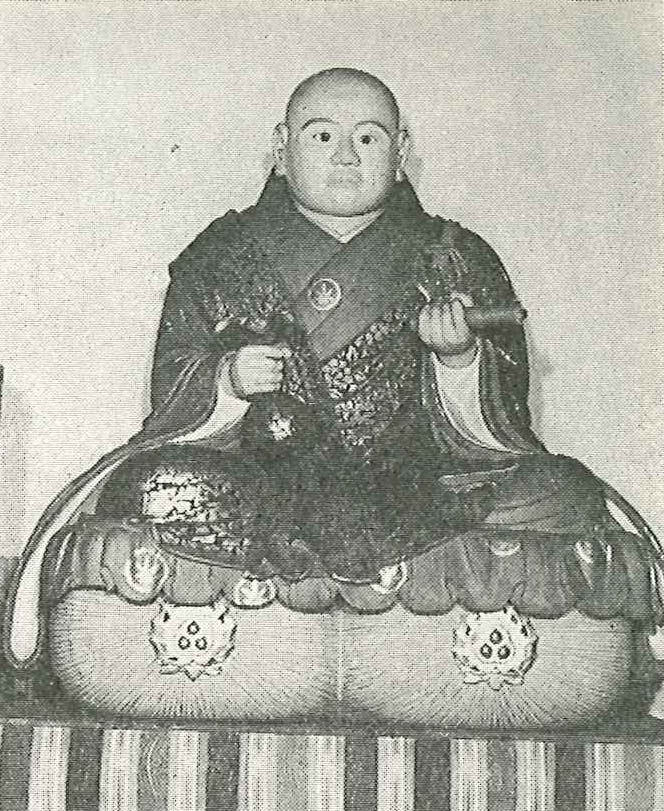
불수불시(不受不施) 날짜 안쪽

니치오(日奥, にちおう, 에이로쿠 8년 6월 8일(1565년 7월 5일 ) - 간에이 7년 3월 10일(1630년 4월 22일))는 일본 아즈치 모모야마 시대부터 에도 시대 초기 법화종(法華宗, 니치렌종)의 승려이다. 자는 교영教英. 호는 불성원(佛性院), 안국원(安国院). 불수불시파(不受不施派)의 파조이다.

## 경력
에이로쿠 8년 6월 8일(1565년 7월 5일) 교토의 기모노 상인 쓰지 후지베의 아들로 태어났다.
덴쇼 2년(1574년)부터 묘가쿠지(妙覚寺)의 닛덴(日典)을 스승으로 불법을 배웠다. 분로쿠 4년(1595년) 도요토미 히데요시가 주최 한 호코지 대불전 천승공양회에 대한 출사 여부를 두고 혼만지(本満寺)의 닛추(日重) 등의 수불시파(受不施派)와 대립했다. 여기서 니치오는 "불교도라 하여도 같은 니치렌종의 신도가 아니면, 상대가 설령 왕이라고 해도 그로부터는 시주나 공양을 받지도 설법을 베풀지도 않는다"는 불수불시의(不受不施義)을 주장하며 묘카쿠지를 떠나 단바 국 고이즈미에 은거했다.
게이초 4년(1599년), 도쿠가와 이에야스에 의한 공양회에 참석을 요청받았으나 이번에도 니치오는 이에야스가 니치렌종 신도가 아니라는 이유로 예의 '불수불시'를 내세워 참석하지 않았고, 오사카 대론에 의해 쓰시마에 유배되어 그곳에서 23년을 보냈고, 겐나 9년(1623년)에야 사면되어 불수불시파의 전파가 허용되었다.
도쿠가와 이에야스에게 있어서 공양보다도 중요한 것은 일본을 통일한 자신의 정치권력에 대항하는 종교집단이 있다는 것이었고, 이는 사회 불안 요인으로 간주되었다.
간에이 7년(1630년), 수포시파(受布施派)와 불수포시파(不受不施派)의 대립이 재연되었고, 이 와중에 니치오는 입적하였다. 같은 해 4월 양측은 에도 성에서 대론(신치 대론)을 벌였고 그 결과, 니치오는 막부에 반대하는 불수불시파의 주모자로 지목되어 다시금 쓰시마 유배가 결정되었다. 그때 이미 니치오는 사망한 상태였음에도 그 유골까지 유배된 것으로 알려졌다.
에도 막부로부터 금지된 불수불시파는 겉으로는 니치렌종이나 천태종, 선종을 믿는 척 가장하며 비밀리에 신앙생활을 했고, 이들에 대한 탄압이 해제된 것은 1876년, 가쿠레키리시탄에 대한 금교령이 해제되고도 3년 뒤의 일이었다.

## 저서
『수호정의론』(守護正義論)、『금단방시론』(禁断謗施論)、『종의제법론』(宗義制法論) 등이 있다.

## 참고 자료
- 미야자키 에이슈(宮崎 英修)편 「니치렌 사전」(日蓮辞典) 도쿄도 출판, 1978년